# Aubenas
Aubenas település Franciaországban, Ardèche megyében. Lakosainak száma 12 488 fő (2022. január 1.). Aubenas Labégude, Lavilledieu, Mercuer, Saint-Didier-sous-Aubenas, Saint-Étienne-de-Fontbellon, Saint-Privat, Ucel és Vogüé községekkel határos.

## Népesség
A település népességének változása:
| Lakosok száma | 10 763 | 11 543 | 11 105 | 11 773 | 11 803 | 12 248 | 12 172 | 12 479 | 12 403 | 12 488 |
|               | 1968   | 1982   | 1990   | 2006   | 2013   | 2015   | 2017   | 2019   | 2020   | 2022   |